# Disa cornuta
Espèce
Statut CITES
Disa cornuta est une espèce de la famille des Orchidaceae. On le trouve du Zimbabwe à l'Afrique du Sud,.

## Description
Il s'agit d'un géophyte tubéreux.

## Systématique
Le nom correct complet (avec auteur) de ce taxon est Disa cornuta (L.) Sw..
L'espèce a été initialement classée dans le genre Orchis sous le basionyme Orchis cornuta L..
Disa cornuta a pour synonymes :
- Disa macrantha Sw.
- Orchis cornuta L.
- Satyrium cornutum (L.) Thunb.